# Зенкенберг, Иоганн Христиан
Иоганн Христиан Зенкенберг (нем. Johann Christian Senckenberg; 28 февраля 1707 года — 15 ноября 1772 года) — немецкий врач, меценат и филантроп, коллекционер, естествоиспытатель и ботаник. В 1763 году он учредил фонд для поддержки естественных наук. Благодаря фонду университет Гёте получил ботанический сад и дендрарий, а в Франкфурте была построена новая больница.

## Биография
Иоганн Христиан Зенкенберг появился на свет 28 февраля 1707 года. Он был вторым сыном городского врача Франкфурта, Иоганна Хартманна Зенкенберга (1655—1730) и его второй жены, Анны Маргариты Раумбюргер (1682—1740). Молодой Иоганн учился в школе при монастыре францисканского ордена. В 1719 году, когда Зенкенбергу было 12 лет, вследствие самого разрушительного пожара в Франкфурте до Второй мировой войны, сгорел его дом. Семья Иоганна столкнулась с серьёзными финансовыми трудностями из-за реконструкции здания, которая продолжалась долгие годы, несмотря на то, что уже в 1723 стипендия Зенкенберга составляла 100 гульденов.
Иоганн Христиан обучался медицине у друзей своей семьи, однако врачебной практикой он занимался только с отцом. Лишь в 1730 году ему удалось поступить в университет Галле. Иоганн учился у таких известных преподавателей, как Фридрих Гофман и Георг Эрнст Шталь. В июле 1731 года Зенкенберг закончил учиться в Галле. Он был поражен богословом, Иоганном Конрадом Диппелем, и стал членом пиетических общин. В Галле он начал работать с благотворительными учреждениями Августа Германа Франке.
Весной 1732 года Зенкенберг вернулся в Франкфурт и работал врачом без лицензии. У Иоганна появились психические отклонения и ему помог старший брат, Генрих Христиан Зенкенберг, защитив вместе с ним докторскую степень в 1737 году в Гёттингенском университете. Последующие годы Иоганн работал в сфере здравоохранения в родном городе.

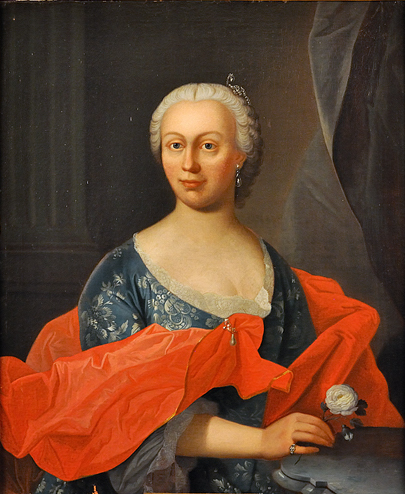
Вторая жена Зенкенберга

После смерти матери Зенкенберг женился в 1742 году на дочери ювелира, Анне Ребекке Ризе. Они были знакомы с детства и хорошо ладили. 26 октября 1743 года Анна умерла при родах. Уже в 1744 году Иоганн женился на Катарине Ребекке из Мэтинга. В 1745 году от менингита умерла сестра Зенкенберга, а в 1747 вторая жена и сын от туберкулёза. Третий раз Иоганн женился в 1754 году. Брак с Антоннетой Элизабетой Рупрехт оказался неудачным, они часто ссорились и в итоге стали жить отдельно. Рупрехт была больна раком и как только Иоганн узнал об этом, он стал уделять ей всё своё время. Она скончалась в конце 1756 года.
После смерти своих жен и детей он решил работать pro bono publico. Причиной создания фонда Зенкенберг назвал «отсутствие законных наследников» и «любовь к отечеству». Цель фонда: «лучшее здравоохранение для местных жителей и уход за бедными». Имущество фонда составляло 95000 гульденов благодаря наследству Анны Ребекки и состоянию семьи Зенкенберга.
Иоганн создал «Collegium medicum», состоящую из глав-врачей протестантов Франкфурта, и назначил их управлять делами фонда. Однако 2/3 капитала врачи использовали на личные нужды, поэтому в 1765 году Зенкенберг ограничил бюджет фонда до 100 тысяч гульденов и передал права на управление старшему брату. Учреждение получило новое название Фонд Dr. Senckenbergische и новую печать, представляющую из себя герб семьи Зенкенберга и подпись: Fundatio Senckenbergiana amore Patriae (с лат. — «Фонд Зенкенберга с любовью к Родине»).
Иоганн планировал построить здание на окраине города, а вместе с ним лабораторию, ботанический сад и оранжереи. В 1766 году он приобрёл земельный участок величиной три гектара за 23 тысячи гульденов. С 1767 года данное здание являлось штаб-квартирой фонда и домом Зенкенберга. 9 июля 1771 года был заложен фундамент Франкфуртской больницы. Во время инспекции строительства, 15 ноября 1772 года, Зенкенберг упал с купола больницы и умер. 17 ноября Иоганн был публично расчленен в основанной им больнице, хотя в завещании он отказался от использования своего тела, после смерти, для научных исследований. Причиной смерти является перелом шейного отдела позвоночника и внутренне кровотечение. Племянник Зенкенберга, Ренатус Карл, отмечал: «Весь Франкфурт сожалел о его потере». 18 Ноября 1772 года Иоганн был похоронен на территории бенедиктинского монастыря в Оссиахе.

## Работы
Во время учёбы Зенкенберг вёл несколько дневников. В целом, 53 дневника и 600 книг с дополнительными записями находятся в библиотеке Иоганна Христиана Зенкенберга. В общей сложности 40 000 страниц. Расшифровать его записи очень тяжело из-за трудночитаемого почерка, смеси немецкого, латинского, греческого, французского и английского языков, а также многочисленных собственных аббревиатур. С 2011 года с дневниками работают в Франкфуртском университете. На данный момент расшифровано 13 тысяч страниц (1730—1742).

## Память

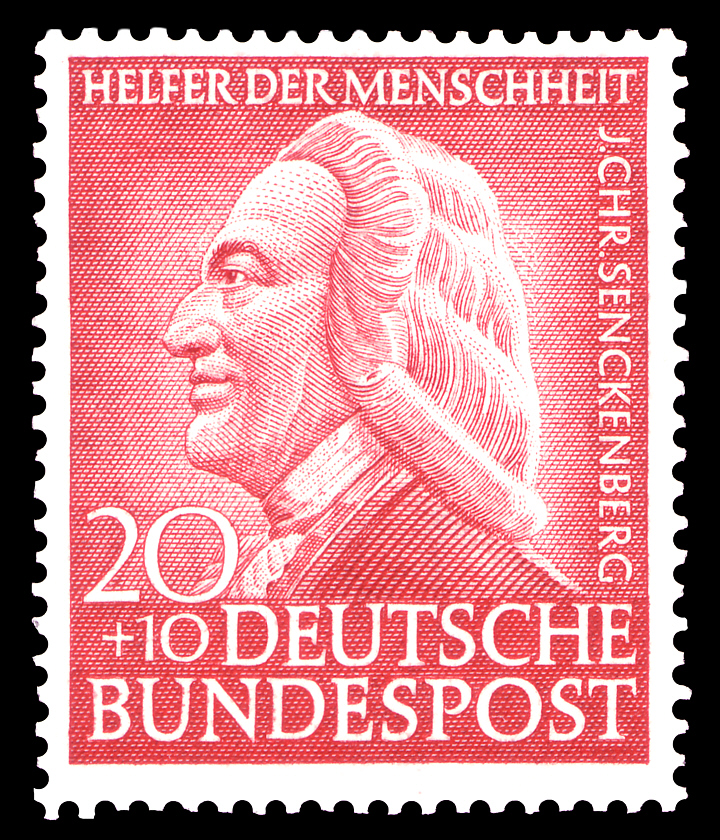
Западногерманская почтовая марка 1953 года

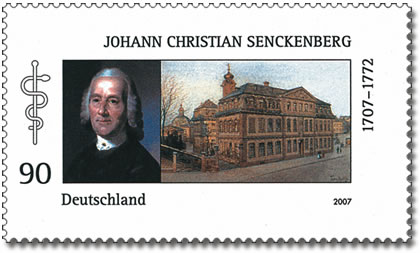
Марка к 100-летию Иоганна (2007)

До сих пор в Франкфурте работают благотворительный фонд, музей и библиотека имени Зенкенберга. В честь Иоганна был назван астероид, открытый в 2007 году.